# Dionisio (rey)

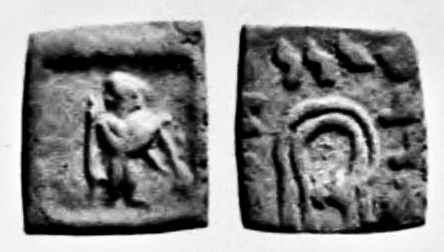
Moneda de Dionisio

Dionysios Soter (Griego: Διονύσιος ὁ Σωτήρ; el epíteto significa el Salvador) fue un rey indogriego en el área del Punyab oriental.

## Reinado
Según Osmund Bopearachchi,  reinó en circa 65–55 a. C., y heredó las partes orientales del reino del importante gobernante tardío, Apolodoto II. Los reyes comparten el mismo epíteto en las monedas, y utilizan el reverso común de Atenea guerrera, y parece verosímil que estuvieran estrechamente relacionados, pero las relaciones entre los últimos reyes indogriegos quedan inciertas, ya que las únicas fuentes de información son las monedas que han sobrevivivo. R. C. Sénior le data aproximadamente diez años más tarde.
Expertos anteriores, como el profesor Ahmad Hasan Dani han datado a Dionisio mucho más temprano, entre los años 115 y 100 a. C, haciéndole gobernante del Swat y Dir Valles y el débil sucesor de Polixeno.
Dionisio fue probablemente presionado por las invasiones del Indoescitas, y también tuvo que tratar con Hipóstrato, un rey más importante que había heredado la parte occidental del reino de Apolodoto II.

## Monedas
Dionisio fue el primero en la línea de reyes tardíos que emitió sólo dracmas de plata, pero no tetradracmas, lo cual probablemente pudo deberse a sus limitados recursos. En el anverso hay un retrato del rey con diadema, y en el reverso, con Atenea Alcidemo en el reverso.
También emitió bronces con Apolo en el anverso y un trípode en el reverso. Ambos tipos fueron heredados de Apolodoto II. La calidad de los retratos es inferior a reyes más tempranos. Según Bopearachchi, Dionisio heredó sólo los celadores inferiores de Apolodoto II, que asocia con cecas en Punjab oriental.
Se sabe que una sola moneda de Dionisio Sóter utilizó la marca de ceca cuadrada, característica de los últimos reyes indogriegos, hasta Apolófanes, Estratón II y Estratón III, quienes la usaron exclusivamente.